# Défilé d'Entreroches
Pour l’article homonyme, voir Défilé d'Entre-Roches.
Le défilé d'Entreroches est une gorge de France située en Savoie, dans le Beaufortain, en amont du village de Beaufort. Elle est traversée par le Doron de Beaufort et est empruntée en rive droite par la route départementale 925 qui mène à Bourg-Saint-Maurice via le Cormet de Roselend. D'une longueur d'un kilomètre, les falaises de granite sont hautes de 300 m.
À l'entrée des gorges, la rive gauche du Doron sous le signal de la Croix de Coste est affectée par le glissement de terrain du Bersend qui provoque notamment des laves torrentielles dont chaque épisode apporte une quantité variable de matériaux dans la rivière.

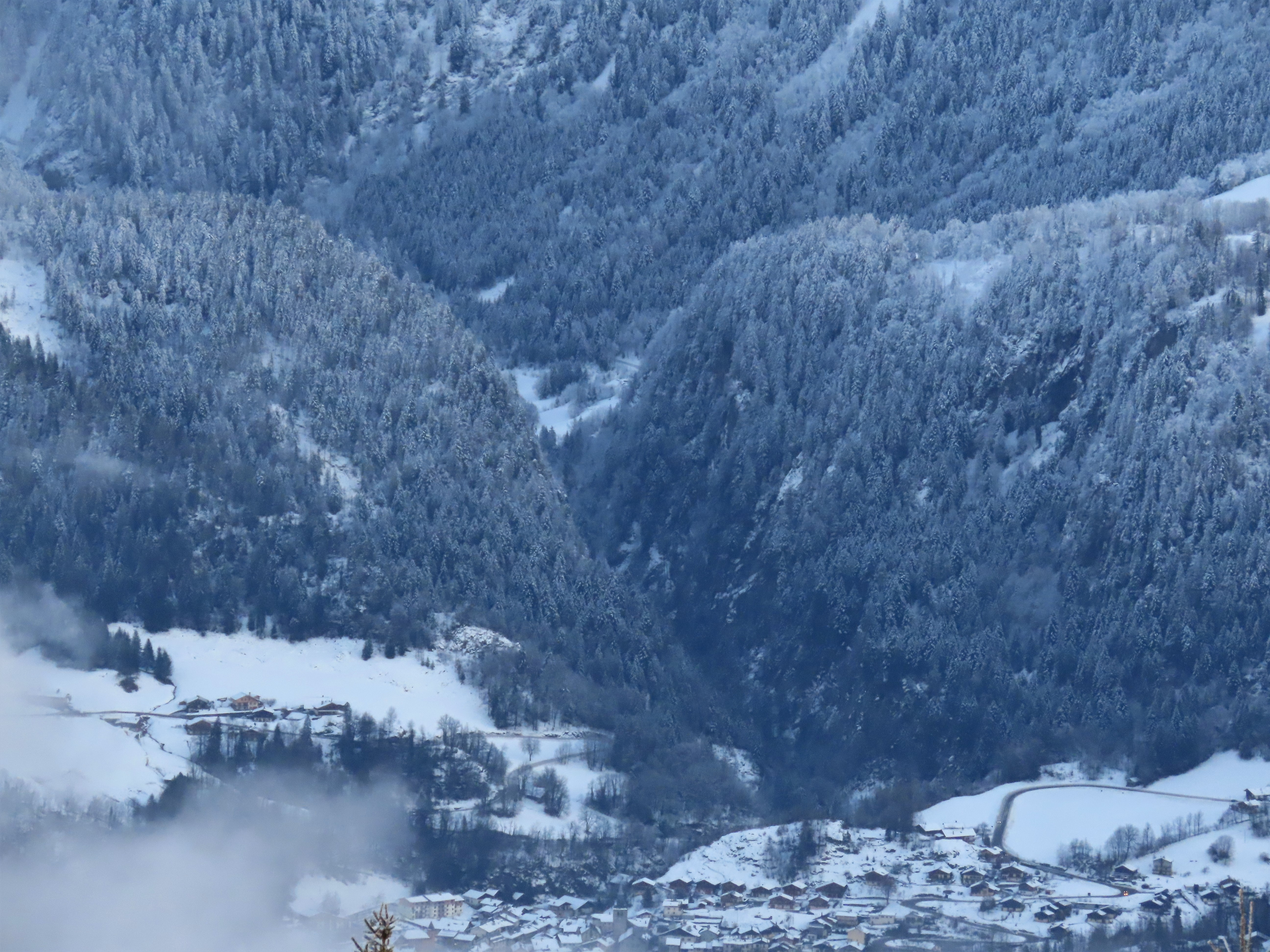
Vue hivernale au soleil couchant du défilé d'Entreroches depuis le signal de Bisanne au nord-ouest.

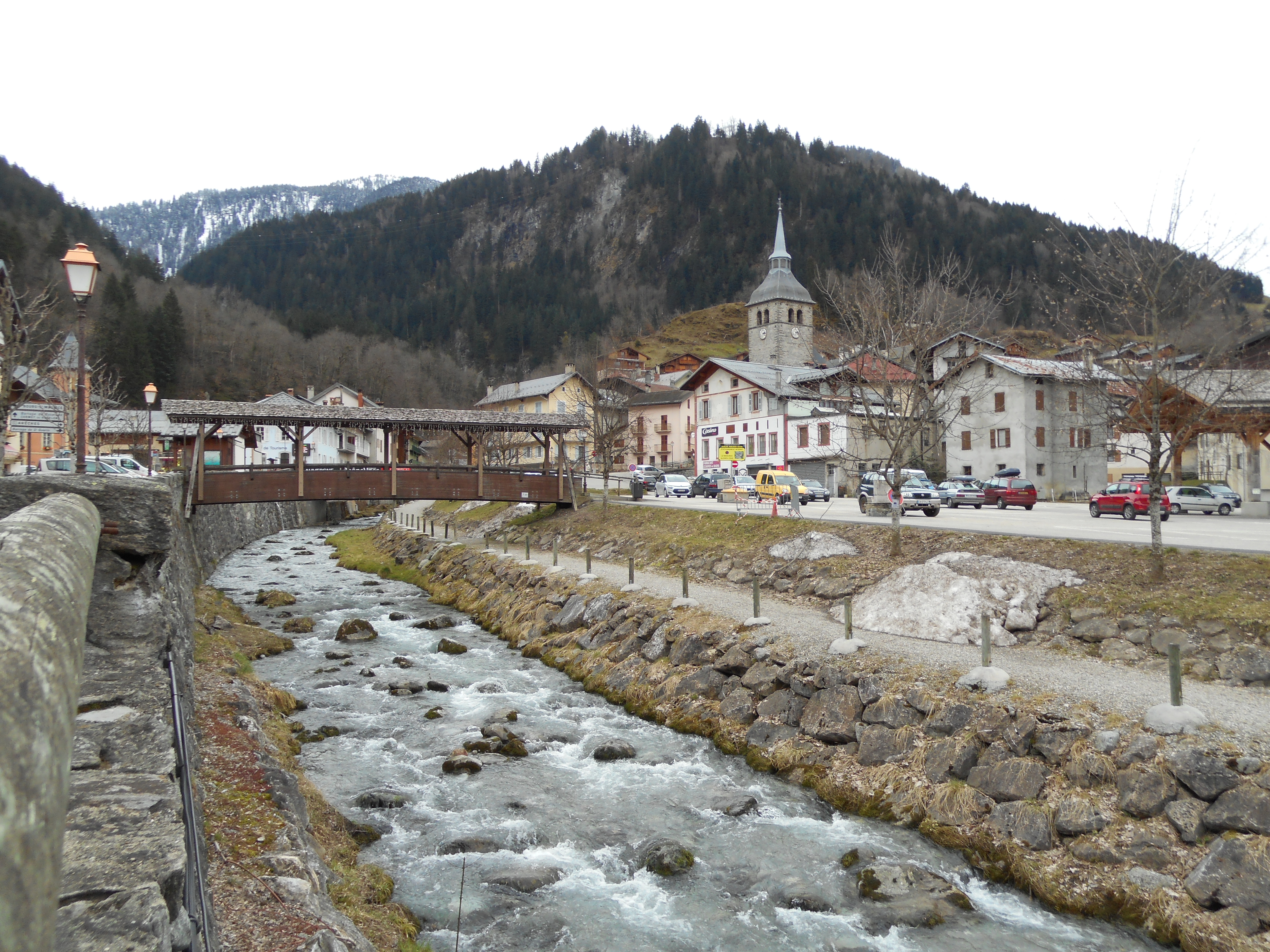
Vue de Beaufort traversé par le Doron de Beaufort sortant du défilé d'Entreroches en arrière-plan.